# 영해

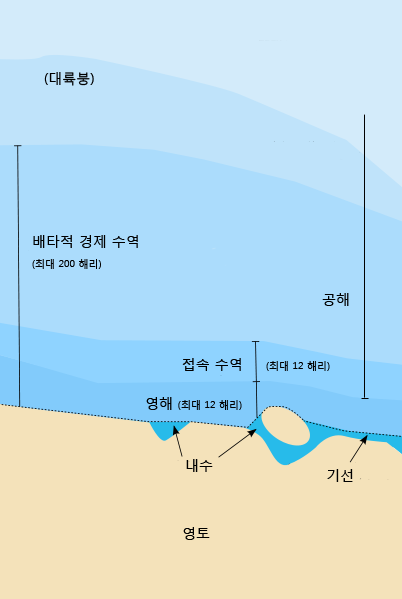
국제법 UNCLOS에 따른 바다의 구분. 영해와 영토, 영공을 가리켜 한 나라의 영역권라 한다.

영해(領海, 문화어: 령해)는 한 나라의 주권이 미치는 바다로서, 기점이 되는 기선으로부터 12해리의 범위까지 설정된다. 영해의 개념은 1982년 유엔해양법회의에서 정의되었다.
영해와 배타적 경제 수역이 같은 점은 그 수역 내에 주권이 미치는 국가의 국적을 가진 선박만 조업이 가능하다는 점이며, 영해와 배타적 경제 수역이 다른 점은 수역 주권국이 아닌 다른 국적의 선박이나 항공기 등은 영해 수역을 그 주권국의 허가 없이 통행이 불가능하다는 점이다. 영해 위의 상공은 영공(領空)으로 편입된다. 기점 기준 12해리 설정시 타국의 영토 또는 영해와 접촉될 시, 국가간 합의를 통하여 일정 수역에서의 영해의 범위를 축소하여 설정하는 것이 가능한데, 대표적인 예로 대한해협은 기선으로부터 3해리를 영해로 정한 것을 들 수 있다.
간척 사업은 영토 크기의 확장에는 영향을 미치나, 기선을 침범하지 않는 이상 영해의 넓이에는 영향을 미치지 않는다.

## 영해의 개념
- 국내수역을 넘어서 일정 범위까지의 수역으로, 국제법에 정해진 조건에 따라 연안국이 영토관할권에 준하는 배타적 관할권을 행사하는 수역이다. 이 배타적 관할권에는 경찰권·관세권·보건위생권·안보권 등 광범위한 권한이 포함된다.

- 영해의 법적 지위에 관하여는 이론과 실정법이 약간 성격을 달리하고 있다. 이론적으로는 영해에 대한 연안국의 권한은 국내수역의 경우보다 무해통항권 등 제3자의 권리를 폭넓게 인정하고 있어서 공해의 요소를 어느 정도 포함하고 있는 것으로 본다. 그러나 실정법이나 국가들의 관행은 영해상에서 영토관할권을 행사하는 것으로 생각한다.

- 1958년 영해와 접속수역에 관한 협약 제1~2조 및 1982년 유엔해양법협약 제2조는 국가의 주권이 국내수역을 넘어서 영해와 그 상공·해저 및 하층토에까지 미친다고 하고, 다만 그 행사조건은 국제법 규칙에 따라 결정된다고 하였다. 그리고 군도국가의 경우는 군도수역을 넘어서 일정한 범위까지의 수역이 영해가 된다.

## 영해의 범위
영해의 기준선에는 직선 기선, 통상 기선이 있다.
- 직선 기선: 섬이 많은 해안에서 사용하는 기선으로, 육지에서 최 외곽 섬을 직선으로 연결한 선이다. 다도해에서 영해기준선으로 쓰인다.
- 통상 기선: 썰물때의 해안선을 기준으로 정한 기선으로, 섬이 없는 해안에서 사용한다.

## 같이 보기
- 공해
- 국토
- 배타적 경제 수역
- 영공
- 영토
- 접속수역
- 해양법에 관한 유엔 협약
- 노르웨이 어업사건